# Mitologia Korei
Mitologia Korei – zbiór mitów i wierzeń ludów zamieszkujących tereny Półwyspu Koreańskiego.
Lokalizacja Korei uczyniła ją swoistym katalizatorem pomiędzy Chinami a Japonią. Wskutek tego docierające na Wyspy Japońskie wpływy kulturowe Chin posiadały już naleciałości koreańskie. Zarówno postacie i motywy, jak i struktura koreańskich mitów ukazują pierwotną kulturę Korei. Początki duchowości koreańskiej wiążą się z szamanizmem.

## Źródła wiedzy o mitologii koreańskiej
Szczególnie istotnymi źródłami wiedzy na temat mitologii koreańskiej są

### Źródła chińskie
1. Sankuoczy (Kronika Trzech Królestw) – informacje o obrzędach mieszkańców konfederacji plemiennej Mahan(inne języki) (przodkowie Koreańczyków) dla oddania czci Niebu

### Koreańskie źródła pisane
1. Samguk sagi – zawiera informacja o szamanach
2. Samguk jusa – zawiera informacja o szamanach, legendy z okresu Trzech Królestw Zawiera najpełniejszy zestaw mitów opisujących początki poszczególnych koreańskich klanów, a także narodu i państwa koreańskiego
3. sillok – dokumenty opisujące rządy królów z dynastii Dzoson
4. muga – pieśni szamanek zwanych mudang

## Szamanizm – praźródło duchowości koreańskiej
Z całą pewnością koreański szamanizm ściśle wiązał się z szamanizmem ludów ałtajskich. Państwo Silla, wchodzące w skład Trzech Królestw Korei, prawdopodobnie w pewnym okresie swego istnienia było państwem teokratycznym – wskazują na to wykopaliska archeologiczne, a mianowicie wydobyte z grobowców korony władców Silli, kształtem i ornamentyką przypominające „korony” szamanów syberyjskich. Mityczny protoplasta narodu koreańskiego, Tangun, może być uważany za wielkiego szamana, działającego w trzecim tysiącleciu p.n.e. 
Pierwotnie szamanizm był religią klanu, a przywódca klanu był jednocześnie szamanem. Gdy powstawały pierwsze organizmy państwowe, główny przywódca duchowy stopniowo oddalał się od swoich funkcji sakralnych, skupiając się na władzy świeckiej. W przeszłości główną rolą szamana było uzdrawianie.
Współcześnie na terenach Korei niewielu jest szamanów, prym wiodą zaś szamanki. Zawód szamanki może być dziedziczny lub nabyty wskutek tak zwanej choroby szamańskiej (mubjong). Dzisiaj do głównych zadań szamanki należy wypędzanie duchów i sprowadzanie deszczu. 
W roku 1834 w ówczesnej zjednoczonej Korei zarejestrowanych było około 2600 szamanek. Po drugiej wojnie światowej w Koreańskiej Republice Ludowo-Demokratycznej szamanizm konsekwentnie zwalczano. Jednak w Korei południowej liczba szamanek wzrosła – w roku 1966 było ich zarejestrowanych już 63 000.

## Kult przodków
Kult przodków stanowił ważny przejaw duchowości koreańskiej i znalazł swe odbicie w tejże mitologii. Drewniane tabliczki z nazwiskiem i imieniem zmarłego umieszczano w małych świątyniach przodków (sadang). Zwyczaj ten zaczerpnięto z Chin. Przy mogiłach kilkukrotnie w ciągu roku odprawiano stosowne obrzędy.

## Najważniejsze mity koreańskie

### Mit o stworzeniu świata
Mit ten podzielony jest na pięć scen: 
1. Stworzenie świata.
2. Pochodzenie ognia i wody.
3. Pochodzenie ludzi.
4. Pochodzenie czasu.
5. Powstanie wszelkich ludzkich dolegliwości.

Mit ten opowiada następującą historię: Myryknim stwarza świat, ogień i wodę oraz ludzi. Ponieważ Myryknim nie jest wszechmogący, kolejno radzi się konika polnego, żaby oraz myszy. Kolejno pojawia się trickster Sokkanim, który rzuca wyzwanie Myryknimowi. Ten zaś, poddany serii prób, każdą z nich wygrywa, jednakże mimo to przekazuje władzę nad światem Sokkanimowi. Obdarowany władzą Sokkanim kreuje czas oraz sprowadza na świat zło. 
W tej postaci mit ten nosi naleciałości kultury chińskiej – Myryknim (Maitreja) i Sokkanim (Śakjamuni) są imionami buddyjskimi, lecz zastąpiły one niemożliwe dziś do odtworzenia pierwotne imiona koreańskie.

### Mit oTangunie
Mit ten składa się z czterech części. Według tejże opowieści Hwanung, młodszy syn Władcy Nieba Hwanina, chce zejść na ziemię i rządzić ludźmi. Hwanin wybiera miejsce dla swego syna, przydziela mu świtę oraz wręcza symbole władzy: trzy niebiańskie pieczęcie. Hwanung zstępuje na ziemię na szczyt góry Taebaek, zakłada święte miasto – stolicę Sinsi oraz przekazuje ludziom wiele umiejętności i praw. W trzeciej części mitu występuje tygrysica i niedźwiedzica, pragnące stać się ludźmi. W tym celu muszą one przejść wyznaczoną im przez Hwanunga próbę. Powodzi się niedźwidzicy, która zostaje zamieniona w kobietę. Tygrysica zaś nie zalicza próby i pozostaje w swojej postaci. Następnie przemieniona w kobietę niedźwiedzica prosi Hwanunga o potomstwo. Ten przystaje na jej prośbę i następuje symboliczne zbliżenie nieba i ziemi. Z tego związku zrodzony zostaje Tangun, pan drzewa sandałowego, założyciel rodu królewskiego.

### Mit o Dzumongu
To najstarszy spisany mit koreański, pochodzi z chińskiego zbioru z I wieku n.e.  Jest to opowieść o założycielu państwa Kogurjo. Według tegoż mitu, król Kymwa spotkał córkę Habeka, ducha rzeki, uwiedzioną i porzuconą przez Hemosu, ducha nieba. Kymwa zabrał ją do swego pałacu, a tam urodziła ona wielkie jajo. Król próbował wielu sposobów, by jajo zniszczyć. Kiedy się to nie powiodło, oddał je matce. Wówczas z jaja wydostał się Dzumong. Bardzo szybko poznał on sztukę wojenną, przez co wzbudził zazdrość synów króla. Postanowili oni zabić Dzumonga, ale ten zdołał uciec. Kiedy wraz z przyjaciółmi dotarł do rzeki, krzyknął, że jest synem nieba i wnukiem rzeki. Wówczas ryby i żółwie utworzyły most, po którym Dzumong i jego towarzysze przeszli na drugą stronę rzeki. Gdy zaś Dzumong dotarł do Dzolbondzu, wzniósł tam królewską rezydencję, utworzył zręby nowego narodu, a swe państwo nazwał Kogurjo.

### Mit o trzech przodkach klanów
Historia ta została spisana w dziele Korjo-sa (Historia Korjo) w XV wieku. Mówi ona o tym, jak przodkowie trzech klanów, którzy nazywali się Jang, Ko i Pu, wyszli kolejno na świat ze skalnego otworu na górskim zboczu. Następnie założyli oni społeczności myśliwych i zbieraczy. Pewnego dnia znaleźli oni unoszącą się na wodzie skrzynię, w której znajdowały się trzy księżniczki, nasiona pięciu zbóż, a także cielęta i źrebaki. Młodzieńcy pojęli księżniczki za żony i każdy z nich założył odrębną społeczność rolników. Z tych trzech małżeństw początek wzięły trzy klany wyspy Dzedzu.

### Inne ważne mity koreańskie
1. Mit o Sok Thalhe – czwartym z kolei królu państwa Silha
2. Mit o Czhojongu – synu smoka, władcy Morza Wschodniego
3. Mit o Pak Hjokkose – założycielu państwa Silla
4. Mit o Kim Suro – pierwszym władcy państwa Karak